# 森林兄弟
森林兄弟是指在第二次世界大战期间和之后在爱沙尼亚、拉脱维亚和立陶宛这3个波罗的海国家以游击战争方式反抗苏联占领波罗的海国家的人们。类似冷戰時东欧反苏组织也在保加利亚、波兰、罗马尼亚、克罗地亚和西乌克兰反抗苏联统治。
1940年－1941年苏联红军占领了独立的波罗的海国家并在德国在1941年至1944年的占领之后，又于1944－1945年再次占领了它们。随着斯大林主义的压迫愈演愈烈，这些国家有50,000人开始利用乡间密林作为天然屏障和基地，武装反抗苏联统治。
反抗组织形形色色，有的只是具有基本自卫能力的个人，有的则是组织良好的有能力与大量苏联武装作战的大型队伍。

## 背景

### 词语来源
森林兄弟这一称呼最早出现于1905年俄国革命期间的波罗的海地区。森林兄弟一词有时指的是这一时期在森林中造反的农民或是在森林中藏匿的教师。

### 两虎之间
在俄罗斯帝国崩溃之后，爱沙尼亚、拉脱维亚、和立陶宛获得了独立。对于爱沙尼亚和拉脱维亚来说，这是自13世纪以来第一次成为独立的国家，因此民族主义和民族自决的理念也逐渐深入人心。与此同时，立陶宛也重新获得了主权：它曾是14世纪欧洲最大的国家，但却在1795年被俄罗斯帝国占领。大西洋宪章等盟军声明许诺3个波罗的海国家可以在二战后重获独立，先后被苏联和纳粹德国占领之后，很多人不愿再忍受被别国占领。
纳粹德国曾经在爱沙尼亚和拉脱维亚招募当地兵员组建武装党卫队部队，而在立陶宛则从未组建过党卫队师。1944年纳粹德國组建了装备简陋但拥有超过20,000人的「立陶宛国土防御部队」，这支部队由珀维拉斯·普雷查维休斯将军统领以对抗安塔纳斯·斯涅克库斯率领的苏联游击队。但是德軍很快就发现这支民族主义的部队对他们的统治构成了威胁。1944年5月15日部队的高级军官被逮捕，普雷查维休斯将军则被投入位于拉脱维亚萨拉斯皮尔斯的集中营。大约半数剩余的部队组成了游击队，并分散到乡间准备对德蘇战争推进的蘇军展开游击战争。
德軍在1944年9月中旬撤离爱沙尼亚和拉脱维亚时，则在那里留下了进行游击战的基础，阿道夫·希特勒允许爱沙尼亚部队中愿意留下来保卫家园的士兵：主要是来自武装党卫军第20掷弹兵师（爱沙尼亚第一师）的士兵留在当地。此外进行游击战的人员还包括1945年库尔兰集团军群覆灭时在拉脱维亚半岛库尔兰半岛被围而投降的部队，很多爱沙尼亚和拉脱维亚士兵以及一些德国士兵避免了被俘的命运并作为森林兄弟在乡间作战，直到战争结束后很多年。其他一些人，诸如阿尔冯斯·雷巴内和阿尔弗雷茨·里克斯汀斯则逃往英国和瑞典，并参与到盟军情报机关援助森林兄弟的行动当中。
在战后的纽伦堡审判中，武装党卫队被认为犯有战争罪和其它暴行，并被宣布为犯罪组织，但是纽伦堡审判中却明确地将被征入党卫队中的人员排除在外：
|  | 法庭依据宪章认定，凡是如上段所列举的、正式被接受为党卫军成员、在知悉其被用来实施犯罪行为（依宪章第6条规定）却依然加入或继续作为该组织成员的、或被确认为实施这项罪行的组织中成员的个人，都被认为有罪。但是，那些被政府征入该组织而因此没有选择机会、且没有参与过有关罪行的人员除外。 |

1949年－1950年美国难民委员会对爱沙尼亚和拉脱维亚师进行了调查，并在1950年9月1日宣布了以下政策：
|  | 在目的、理念、行动、和成员选择条件上，波罗的海国家武装党卫队单位都与德国的党卫队迥异。因此，本委员会依据难民法案第13条修正案认为，他们不被视为对美国政府有害。 |

拉脱维亚政府认定拉脱维亚军团，主要包括武装党卫军第15掷弹兵师（拉脱维亚第一师）和武装党卫军第19掷弹兵师（拉脱维亚第2师），既非犯罪组织，也非通敌者组织。马特·拉尔（1992年－1994和1999年－2002年期间的爱沙尼亚总理）在他1992年的著作《林中战争：爱沙尼亚为生存而战1944–1956》中驳斥了苏联关于波罗的海国家抵抗的宣传（“是由富有的地主和纳粹军官策划的”）。
二战结束后蘇军尝试在波罗的海国家征兵，却在有的地区只征到了不到一半的兵员，而抵抗力量却因此而获得了发展。关于被征兵的家庭离奇消失的恐惧广泛传播，这使得更多人逃到森林中，很多入伍的士兵也带着武器逃亡。

## 夏季战争
在纳粹德国于1941年6月22日發動德蘇戰爭之后，芬兰加入德國一方，对苏联展开了继续战争。7月3日斯大林通过广播发表公开讲话，要求在即将放弃的领土上采取焦土政策。大约10,000名森林兄弟在乡间组成了家园卫士组织，袭击内务人民委员会、破坏营和柳波夫捷夫少将指挥的苏联红军第8军，击毙4,800多人、俘获14,000多人。在塔尔图的战斗持续了两个星期，使这座城市的大片地区遭到破坏，在弗里德里希·库尔克的领导下，森林兄弟将苏军逐出位于派尔努河和埃马河一线后方的塔尔图。如此他们便于7月10日确保了爱沙尼亚南部仍在爱沙尼亚的控制中，内务人民委员会在7月8日撤离塔尔图时杀害了在押的193人。
德国第18军于7月7日－7月9日越过了爱沙尼亚南部边境并与森林兄弟和家园卫士合作继续在爱沙尼亚推进。在爱沙尼亚北部，破坏营的影响很大，那里也是最后从苏联人手中丢掉的波罗的海国家领土。爱沙尼亚－德国联军于8月17日夺取纳尔瓦，又在8月28日占领了爱沙尼亚首都塔林。当日塔林市赫尔曼塔上的红旗被降下，爱沙尼亚国旗升起，但几个小时后即被德国的帝国军旗所取代。在苏军被赶出爱沙尼亚之后，德国北方集团军解除了全部森林兄弟和家园卫士的武装。
不过到了1941年8月爱沙尼亚南部的游击队组织又在爱沙尼亚家园卫士的名号下重新兴起，这些组织的成员最初只从最亲密的朋友圈中挑选。之后备选者则需要签署一项声明，表示他们并非共产主义组织的成员。爱沙尼亚家园卫士遵循爱沙尼亚防卫联盟和爱沙尼亚陆军的规章，因此他们也不违反德国占领军的法律。家园卫士的主要职责包括：
1. 防卫海岸和边界
2. 消灭伞降人员、破坏分子和间谍
3. 防卫重要军事目标
4. 对抗共产主义
5. 协助爱沙尼亚警察保障公民安全
6. 当有大规模意外事件发生时（例如火灾、洪水、疾病等）提供协助
7. 为其成员和其他忠诚的公民提供军事训练
8. 维护、深化公民的爱国主义和民族主义意识[12]

7月15日家园卫士拥有10,200名成员，到了1941年12月1日这一数字达到40,599人并在1944年2月之前一直维持在40,000人左右。

## 游击战
1940年代末－1950年代初英国秘密情报局、中央情报局和瑞典向森林兄弟提供了补给、联络官和后勤协同支持，这些援助对指导波罗的海国家的抵抗运动起到了颇为重要的作用。但后来由于英国间谍金·费尔比等人将情报告知苏联人，使得克格勃得以辨识、渗透、并消灭了诸多波罗的海游击组织并使他们无法再与西方世界情报机关取得联络，严重打击了英国秘密情报局的丛林行动，在此之后来自西方的援助就大大减少了。
苏联武装部队和森林兄弟之间的冲突持续了超过10年，导致至少50,000人丧生，各国对森林兄弟人数的估算各不相同，米修纳斯和塔格佩拉估计立陶宛的森林兄弟人数达到了30,000人，在拉脱维亚则是10,000－15,000人之间，在爱沙尼亚的则为10,000人。内务人民委员会的部队有时会乔装打扮成森林兄弟并实施暴行，以诋毁他们的名誉并打击当地居民的热情。

### 在爱沙尼亚

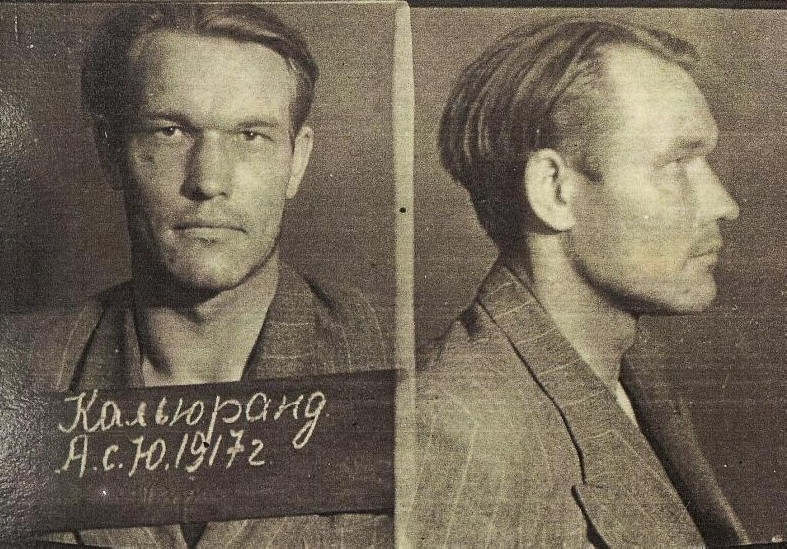
著名的爱沙尼亚游击战士“恐怖安茨”卡尔尤兰

1944年－1953年有14000人－15000人加入了爱沙尼亚的斗争，爱沙尼亚的森林兄弟在沃鲁县以及派尔努县和莱内县的边界地区最为活跃，并且在塔尔图县和维鲁县也常有活动。从1944年11月－1947年11月他们发动了773次武装袭击，击毙超过1,000名苏联人和他们的支持者。奥古斯特·萨博是爱沙尼亚最后一批幸存的森林兄弟，他于1978年被伪装成渔夫的克格勃探员发现。他在被发现后并未选择投降，而是跳入一条溪流中并挂在一根圆木上，最后溺水身亡。克格勃坚称萨博是在试图逃跑时溺水而亡，但当地水流很浅，却缺乏遮掩，因此这一说法颇为可疑。
当局还经常抓捕森林兄弟的亲属，泰米·克莱茨贝格逃脱了被流放的命运。她回忆说，负责流放任务的苏联官员“……把我带到了沃鲁。我并没有挨打，但却3天3夜没有得到水或食物。他们告诉我说，他们不会杀死我，但在我供出那些人之前会一直折磨我。大约有1个月他们都会拖着我穿过树林，把我带到森林兄弟成员亲属的农场去，派我去向那些人寻求食物和庇护，而那些契卡的人则等在外面。我会让那些人把我赶走，因为我是被安全部门派来的”。

### 在拉脱维亚
在拉脱维亚游击战争的准备工作早在被德国占领的时期就开始了，但这些民族主义组织的领袖被纳粹当局逮捕，那些始建于战争结束时的抵抗组织则活跃得更久一些，他们的成员既包括党卫军拉脱维亚军团的前成员，也包含一些平民。
活跃在拉脱维亚的战斗人员最多时达到10,000－15,000人，而参与过抵抗运动的总人数则高达40,000人。有人认为在1945年－1955年期间共计有700个抵抗组织活跃在拉脱维亚，他们的成员总数可能高达12,000人，不过具体数字却无从知晓。随着时间的推移，游击队员手中的武器逐渐从德国武器换成了俄国武器，在1947年之前拉脱维亚抵抗组织的总指挥部都设在里加的马蒂萨大街，游击队员们发动了大约3,000次袭击，袭击的对象主要是身着制服的军事人员、党的干部（特别是在偏远地区）、建筑物以及弹药库。根据苏联政府公布的数字，拉脱维亚的抵抗运动共造成1562名苏联人死亡、560人负伤。
塔尔里兹·卡拉斯廷斯是森林兄弟的一员，其事迹颇具代表性。他曾在武装党卫军第19掷弹兵师（拉脱维亚第二师）中做一名侦察兵并在战争临近结束时与其他15名拉脱维亚人一起加入了纳粹德国组建的留守部队。他们躲进丛林之中，避免与当地居民和亲属发生任何接触，通过抢劫卡车以获得足够的资金并在里加市中心的一间公寓设置了一处据点。他们最初的活动是刺杀共产党基层领导者，但随后便将目标转向刺杀拉脱维亚苏维埃社会主义共和国的领袖维利斯·拉西斯。他们招募了一名在拉脱维亚苏维埃社会主义共和国最高苏维埃工作的俄罗斯妇女，以获取拉西斯的出行日程。在拉西斯从里加乘车前往尤尔马拉的路上，他们发动了一次伏击，却袭击了错误的车辆。后来他们又和一位俄罗斯女性合作，但此人其实是内务人民委员会的便衣。1948年这个團員被逮捕入狱。
拉脱维亚的森林兄弟在边境地区最为活跃，包括邓达加、陶卡内、卢巴纳、阿洛亚、和利瓦尼等地。在东部他们与爱沙尼亚的森林兄弟素有往来；在西部，则与立陶宛人有联系。由于苏联反间谍机构和拉脱维亚双重间谍（如奥古斯茨·伯格马尼斯和韦德乌兹·斯维科斯）的破坏，西方国家的援助和情报工作被严重影响，因此爱沙尼亚和立陶宛的游击队逐渐被苏联内务部和内务人民委员会渗透并消灭殆尽。而且随着苏联逐渐巩固他们在城市中的统治，森林兄弟越来越难以得到乡村平民的协助，特别军事和安全部队也被派去镇压游击队。1957年最后一批森林兄弟组织走出森林，并向政府投降。

### 在立陶宛

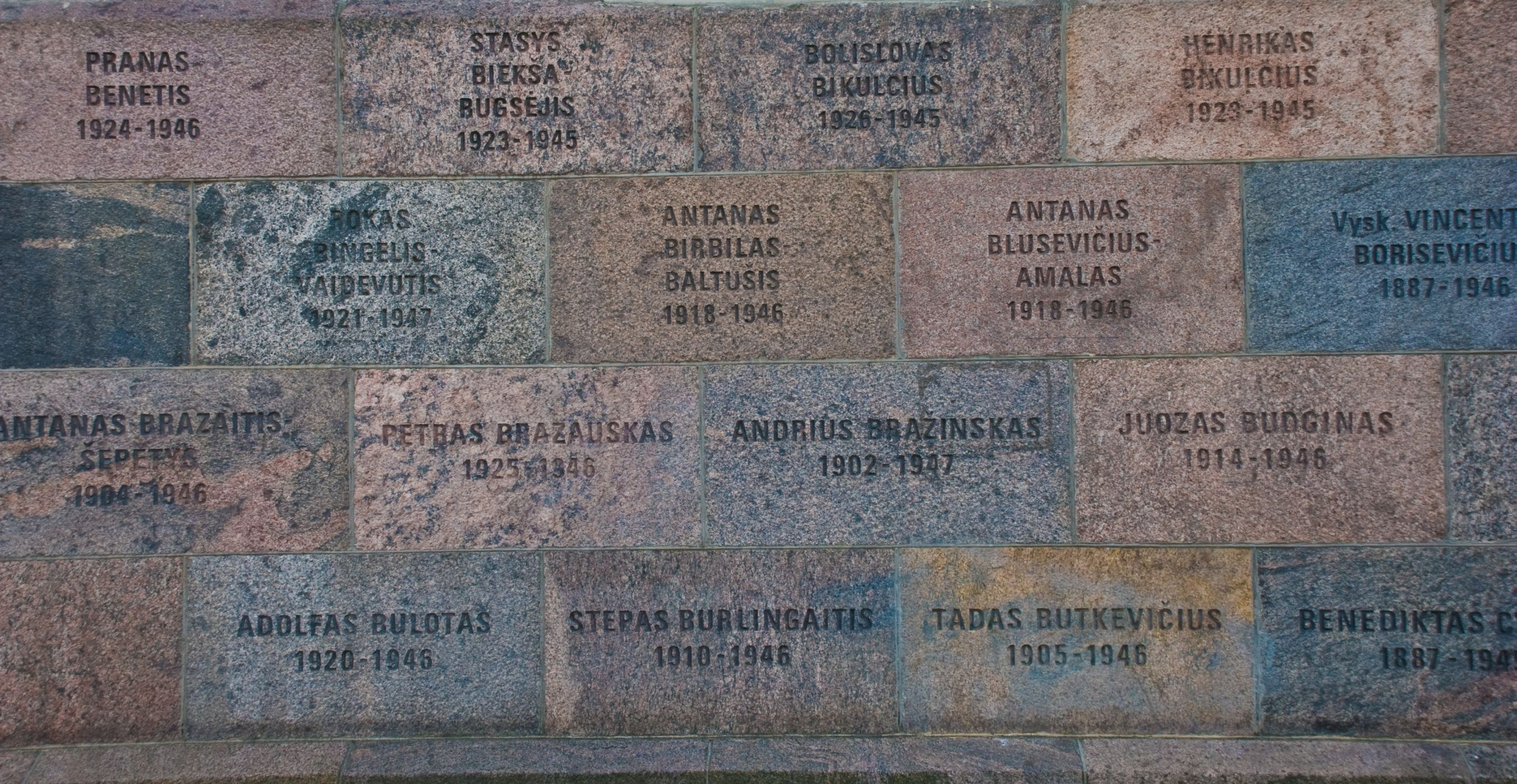
维尔纽斯克格勃总部的墙上，上面写满了那些在总部地下室被折磨和杀害的人们的姓名。

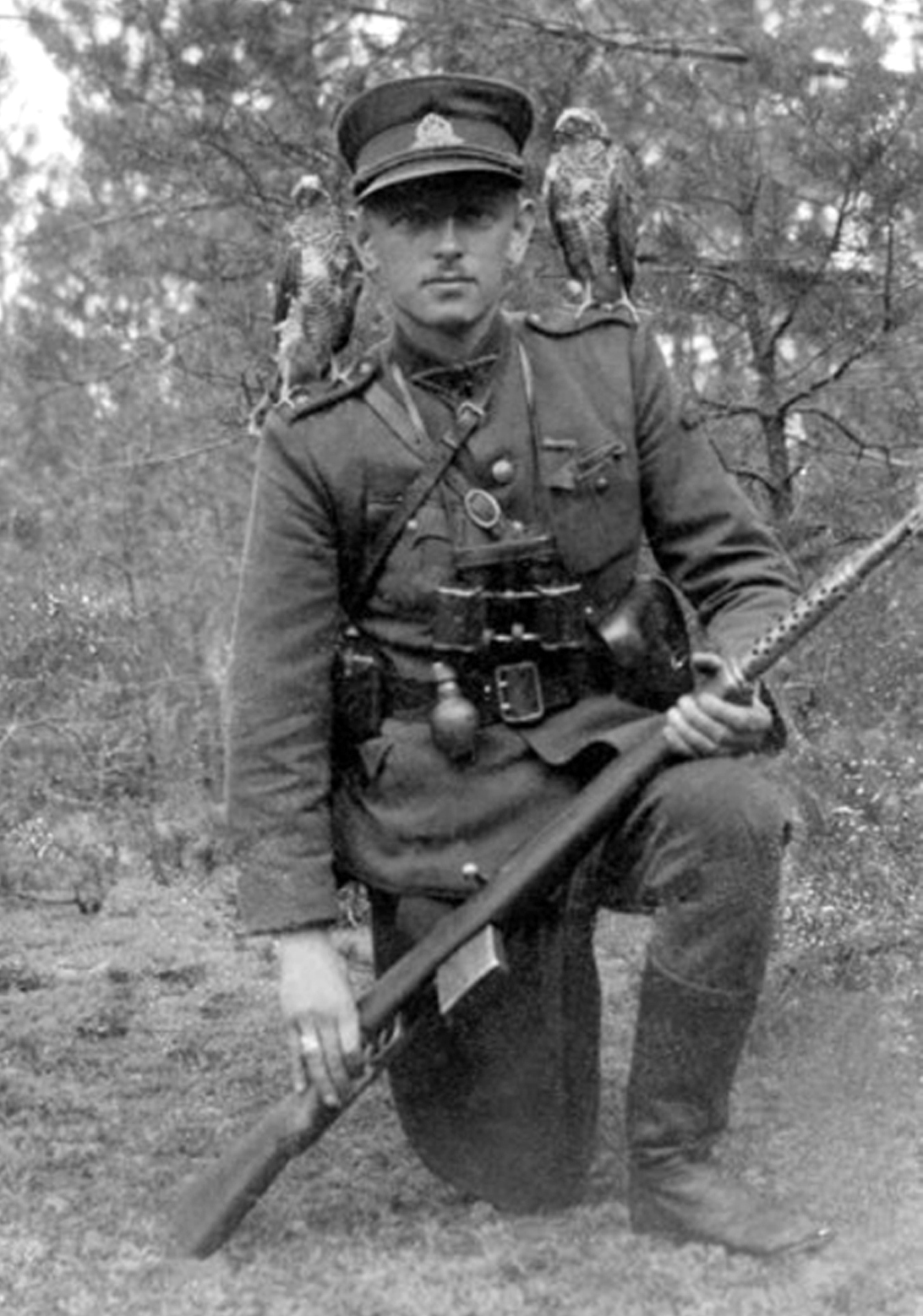
阿多尔法斯·拉玛瑙斯卡斯·瓦纳加斯

在波罗的海3国之中，立陶宛的抵抗运动是组织得最为妥当的，因此直到1949年之前，立陶宛的乡村完全被游击组织控制着。他们的武器装备包括捷克斯柯达生产的枪支、俄制的马克沁重机枪、各式各样的迫击炮、以及德国和苏联生产的轻机枪和冲锋枪。除了与蘇军和内务人民委员会发生直接冲突之外，他们通过进行伏击、破坏活动、暗杀当地共产主义者和官员、解救被捕的游击队员、以及印制地下报纸等方式大大阻碍了苏维埃政权的巩固。被捕的立陶宛森林兄弟通常会遭到折磨并被草率处决，而他们的亲属则会被流放到西伯利亚(cf. 引言)。森林兄弟则会严酷地报复那些亲苏的农场和村庄。被称为人民防卫排的内务人民委员会组织（在立陶宛被称为stribai，俄语：－破坏者的复数形式）在村庄中将被处决的游击队员的尸首示众，以打击进一步的抵抗活动。
1956年10月15日“立陶宛自由战士联盟”的总指挥阿道法斯·拉马瑙斯卡斯被捕，几天之后在克格勃监狱的一个委员会的报告中描述道：
|  | 他的右眼满是血肿，眼皮上有6道伤痕。从伤痕的大小来看，应该是由铁丝或钉子造成的，伤口直入眼球。他的腹部也有多处血肿，右手的一个手指也有割伤。他的阴囊右侧有一处较大的撕裂伤，左侧也有伤；睾丸和输精管都没有了。 |

作为游击队领袖之一的若萨斯·鲁克萨成功地逃到了西方，并写了回忆录，1950年他伞降回到立陶宛，1951年他被战友出卖随后被杀害。
普拉纳斯·孔修斯（代号阿多玛斯）一直坚持反苏抵抗。他于1965年7月6日被苏军击毙（也有人认为他在7月13日饮弹自尽，以免被俘）。2000年他被追授以立陶宛红底白马白骑士十字勋章。
本尼迪克塔斯·米库里斯则是已知的最后一批游击队员之一，他于1971年开始在森林中进行活动，他在1980年代被捕并在狱中关押数年。

### 抵抗运动的平息
1950年代初苏联就已经摧毁了大部分森林兄弟的抵抗力量，在西方活动的苏联间谍收集了大量情报，克格勃也派出渗透分子打入抵抗组织内部，加之1952年苏联的大规模清剿行动，基本消除了森林兄弟的威胁。
1953年斯大林死后，苏联政府宣布特赦，很多幸存的森林兄弟此时放下了武器。不过零星的抵抗在1960年代仍然存在。最后的游击队员一直坚持到1980年代，而那时波罗的海国家已经开始通过和平方式谋求独立（參见萨尤季斯即“争取改革运动”、波罗的海之路、和歌唱革命），1991年3个波罗的海国家都获得了独立。

## 余波和纪念活动

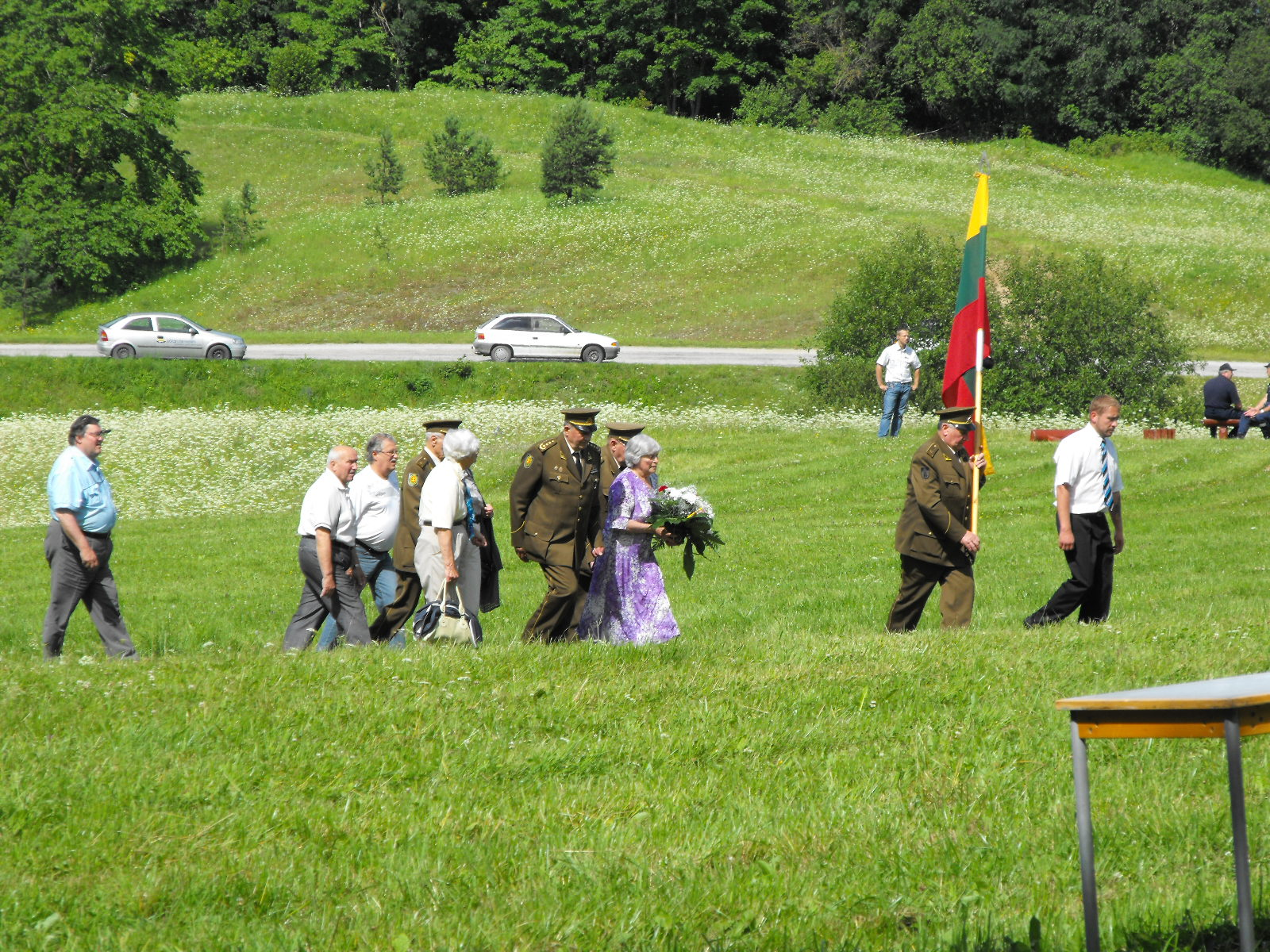
2009年，立陶宛游击队老兵纪念坦能堡防線戰役65周年

很多森林兄弟期望从未正式承认过苏联对波罗的海三国占领的西方与苏联之间在冷战中的敌对态势能最终升级为武装冲突，而波罗的海国家则能因此而获得解放。但这并未实现，马特·拉尔认为，很多幸存的前森林兄弟成员仍然对西方未对苏联采取武装行动而感到愤恨（另见雅尔塔会议和西方盟国的背叛）。1956年，苏联对匈牙利革命进行了残酷镇压，但西方国家却既未干预、也未声援。自此，波罗的海国家有组织的抵抗更加陷入了低谷。
由于苏联对森林兄弟的抵抗没有正式的文件记载（波罗的海国家的抵抗者都被当作普通罪犯定罪），有人把波罗的海国家对苏联统治的抵抗视为不为人所知或被遗忘的战争。 在苏联统治下，有关抵抗运动的话题是不被允许的。有关波罗的海移民的文章被视为"民族同情"的典型，并遭漠视。拉尔从1980年代后期开始在爱沙尼亚进行相关研究，打开了关于森林兄弟进一步研究的大门。
1949年2月16日，立陶宛抵抗运动成员在“立陶宛自由运动”的旗号下，制定了一个独立宣言，这一天也是立陶宛1918年独立宣言的31周年纪念日。1999年，立陶宛议会通过了这一宣言。
|  | ……1944年-1953年期间，立陶宛进行了一场普遍的、有组织的对抗苏联占领的武装抵抗……其目的在于……依照大西洋宪章和民主世界确认的主权，通过武装抵抗对抗二战中的侵略国，寻求立陶宛的解放……立陶宛自由运动……设立了最高政治和军事架构……也是立陶宛土地上唯一的合法政府。 |

在拉脱维亚和立陶宛，森林兄弟老兵们获得了一小笔养老金。在立陶宛，五月的第三个星期日被定为游击队日。截至2005年。立陶宛还有大约350名幸存的森林兄弟。

### 电影
有关爱沙尼亚森林兄弟的加拿大影片 《Legendi loojad》（缔造传奇的人）在1963年问世。该片由爱沙尼亚流亡人士捐款赞助。
1966年，苏联的立陶宛电影导演维陶塔斯·扎拉科维休斯拍摄了影片《没人想死》，表现了“手足相残”的悲剧。这部影片使扎拉科维休斯获得了苏联国家奖和国际声誉。这部影片也是有关森林兄弟的影片中最为出名的一部。
1973年，苏联的爱沙尼亚电影导演Leida Laius拍摄了影片《Ukuaru》（森林泉）。这部影片中亦有部分情节讲述森林兄弟。
1980年，苏联的爱沙尼亚电影导演Kaljo Kiisk拍摄了影片《Metskannikesed》（野生紫罗兰）。这部影片讲述苏联特务对森林兄弟的渗透和侦察的剧情。
1997年，纪录片《我们为爱沙尼亚而生》 从一名亲身参与者的视角讲述了爱沙尼亚森林兄弟的故事。
2004年，电影 《孑然一身》 则描绘了立陶宛游击队领袖若萨斯·鲁克萨的遭遇，他曾两次前往西欧寻求支援。
2005年，纪录片《斯德尔那》讲述了伊莎贝莱·维利梅特（代号斯德尔那、斯巴诺塔）。她是一名出生在美国的立陶宛人，并于1932年随家人迁回立陶宛。身为医科学生和药剂师的维利梅特为游击队员提供医疗服务，并最终成为一名地区接头人。她打入苏联列宁共产主义青年团内部，后被发现并逮捕，但又两次逃脱。在彻底转入地下工作之后，她被怀疑成为了克格勃的内线，并险些被游击队处决。她的藏身处最终被克格勃发现，使她第三次被捕，并在遭审讯后被处决。
2007年，爱沙尼亚影片《森林之子》（Ühe metsa pojad）讲述了在爱沙尼亚南部的两名森林兄弟的故事。两位主人公和一位来自党卫军部队的爱沙尼亚人一同对抗苏联占领军。

### 最后的森林兄弟
最后一位已知的森林兄弟是雅尼斯·皮纳普斯，他直到1995年才再次获得拉脱维亚公民身份。1945年，他作为抵抗组织“不服务占领军”的一员进入森林。他没有苏联护照，在苏联占领期间他甚至在法律上并不存在。1995年，拉脱维亚共和国颁发给他护照。他曾说，他一直等待着里加重新成为独立的拉脱维亚国家的首都的那一天。

## 延伸阅读
- Daumantas, Juozas L. "Fighters for Freedom", Manyland Books, New York, December 1975. ISBN 0-87141-049-4
- Laar, Mart. . Washington, DC: Howells House. 1992. ISBN 978-0-929590-09-7.
- Razgaitis, Darius. Forest Brothers from the West, research thesis, 2002.
- Rieber, Alfred J. (2003). Civil Wars in the Soviet Union. Kritika: Explorations in Russian and Eurasian History 4.1, 129–162.
- Smit, Mikie (1865). "The Legend of The Forest"
- Vardys, V. Stanley. Lithuania Under the Soviets: Portrait of a Nation, 1940–65 （页面存档备份，存于）, F. A. Praeger, New York, 1965.
- Nijolė Gaškaitė: Pasipriešinimo istorija 1944–1953 Metai; AIDAI-Verlag 1997; ISBN 9986-590-42-6 (litauisch)
- Bagusauskas (Red.): Lietuvos partizanų Tauro apygarda 1944–1952 metai; Lietuvos archyvy departamentas Vilnius 2000; ISBN 9986-568-12-9 (litauisch)
- Juzuos Starkauskas: Cekistine Kariuomene Lietuvoje 1944–1953 Metai; ISBN 9986-757-20-7 (litauisch)
- D. Kuodyté (Red.): Laisvés hovos 1944–1953 metais – Dokumentu rinkinys (litauisch)
- Kaarmann, Karl: Spion i Baltikum: glimtar från Sveriges hemliga krig: valda delar ur min fars memoarer … / sammanställda och bearb. av … Linda Kaarman-Lind. Södertälje: Fingraf, 1996. ISBN 91-630-4915-5 (schwedisch)
- Hermann Behr: Der Wolf von Laekvere: Ein Deutscher als Partisan in den estnischen Wäldern.  （页面存档备份，存于）